# Jacques M. Bächtold

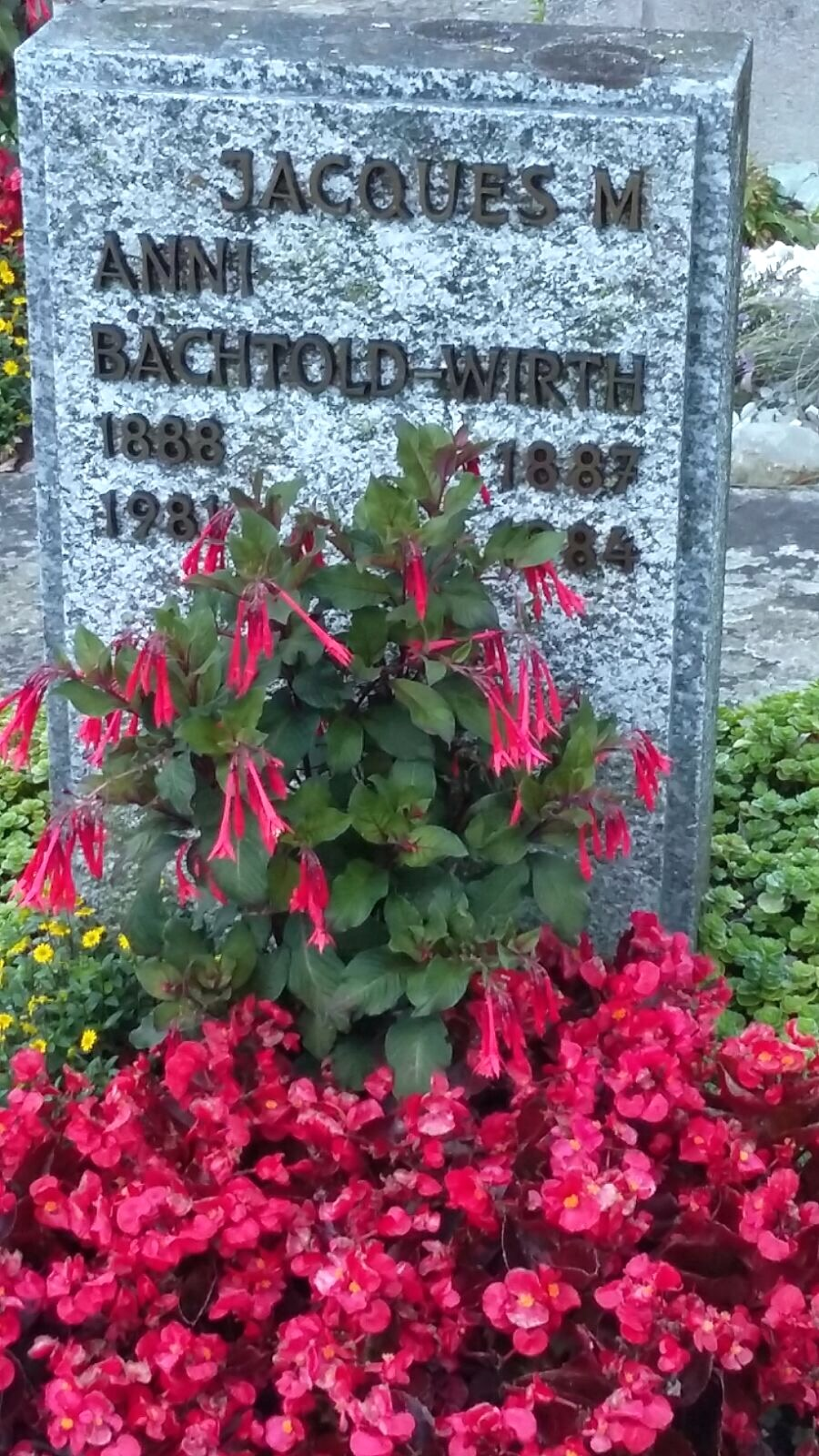
Grab von Jacques M. Bächtold und seiner Frau Anni, geborener Wirth, in Niederweningen

Jacques (Jakob) Marius Bächtold (* 11. November 1887 in Genf; † 11. November 1984 in Niederweningen) war ein Schweizer Lehrer und Didaktiker. In seiner Zeit als Seminarlehrer in Kreuzlingen leistete er Grundlegendes für die Geisteskultur seines Wohn- und Arbeitsortes, und nach seiner Pensionierung setzte er sich in vielseitiger Art und Weise für das Schweizerdeutsche ein. Er gründete unter anderem die Thurgauische Kunstgesellschaft und führte Albert Webers Zürichdeutsches Wörterbuch zu Ende, das als Meilenstein der schweizerdeutschen Dialektologie in die Geschichte einging. Sein Wirken beim Bund Schwyzertütsch sowie (unter dem Pseudonym Häxebränz) beim Tages-Anzeiger verschaffte ihm in den 1960er- und 1970er-Jahren die Stellung eines der fundiertesten und prominentesten Kenner der zürichdeutschen Mundart.

## Ausbildung und berufliche Tätigkeit
Bächtold kam als Sohn eines Fabrikarbeiters schaffhausischer Herkunft und einer Genferin in der französischsprachigen Westschweiz zur Welt. Die Familie zog 1900 nach Winterthur und später nach Zürich. Bächtold, dessen Muttersprache Französisch war, lernte so schnell und gut Zürichdeutsch, dass er später als typischer Vertreter dieser Mundart galt.
Nach der Primar- und der Sekundarschule besuchte er das Lehrerseminar in Küsnacht, wo er das Primarlehrerpatent erhielt. Anschliessend arbeitete er an einigen Schulen als Verweser. 1908 liess er sich an der Universität Zürich immatrikulieren, um Germanistik und Romanistik zu studieren. Seine 1913 bei Adolf Frey eingereichte und zwei Jahre später gedruckte Dissertation trug den weitgespannten Titel Eine schweizerische Literaturgeschichte; sie verstand sich als Kritik am Grundlagenwerk Geschichte der deutschen Literatur in der Schweiz des einstigen Schweizer Doyens der Literaturwissenschaft, Jakob Baechtold. Im Juli 1915 heiratete er Anna Wirth (1888–1981).
Von 1914 bis 1943 war Bächtold Lehrer für Deutsch und Französisch am Lehrerseminar in Kreuzlingen. Einer seiner ersten Schüler war Henry König. In unmittelbarer Nachbarschaft zu Deutschland wirkend, bezog er früh deutlich Stellung gegen den Nationalsozialismus (unter anderem als Diskussionsredner gegen Jakob Schaffner) und leistete nach Beginn des Zweiten Weltkriegs Dienst als Zensor. 1943 wurde er als Professor für Didaktik in der Muttersprache an das neu gegründete Oberlehrerseminar in Zürich berufen. Seine Pensionierung erfolgte 1955.
In seiner Zeit als Lehrer veröffentlichte Bächtold eine Reihe von Aufsätzen zu Themen wie Stilschulung, Wege zum sinnvollen Lesen, Freizeit und Lektüre, Didaktik, Einsatz von Schallplatten in der Schule sowie Aufgaben und Ziele des muttersprachlichen Unterrichts.

## Kulturpflegerische Tätigkeit
Um dem damals sich mehr als Vorstadt von Konstanz denn als eigenständige Ortschaft verstehenden Kreuzlingen mehr kulturelles Selbstbewusstsein zu verschaffen, gründete Bächtold an seinem Wirkungsort mehrere Institutionen. 1917 initiierte er die Gesellschaft für Musik und Literatur Kreuzlingen und Umgebung – ab 1925 Gesellschaft für Musik und Literatur Konstanz-Kreuzlingen –, die sich 1935 infolge der Abspaltung des inzwischen nationalsozialistisch gewordenen Konstanz auflöste. 1934 organisierte er eine Kunstausstellung mit Werken aus Kreuzlinger Privatbesitz, darunter des inzwischen in Genf schaffenden Bildhauers Henri König. Gleichzeitig kündigte er die Gründung der Thurgauischen Kunstgesellschaft an, die er dann 1938 bis 1945 präsidierte. Auch die örtliche Volksbibliothek geht auf Bächtold zurück. Im Weiteren hielt er in Kreuzlingen Vorträge über Schweizer Dichter und kulturelle Werte der Schweiz.

## Mundartpflegerische Tätigkeit
Nach seiner Pensionierung wurde Bächtold in mehrere Positionen des Bundes Schwyzertütsch (heute Mundartforum) berufen. Kürzere Zeit amtierte er als Obmann des Bundes, lange Jahre als dessen Sekretär. Besonders prägend war sein anhaltendes Wirken auf der Beratungs- und Auskunftsstelle des Bundes Schwyzertütsch und als Präsident der Zürcher Sektion, der Gruppe Züri.
Als sein langjähriger Freund Albert Weber starb, führte er dessen Projekt für ein zürichdeutsches Wörterbuch weiter und brachte es 1961 zum Abschluss. Die zweite Auflage, eine gründliche Überarbeitung der ersten, war ebenfalls sein Werk. Das Zürichdeutsche Wörterbuch von Weber und Bächtold wirkte als Auslöser eines bis heute ungebrochenen Booms schweizerdeutscher Dialektwörterbücher.
Ab 1963 schrieb Bächtold zehn Jahre lang in jeder Samstagausgabe des Zürcher Tages-Anzeigers unter dem Pseudonym Häxebränz – volkssprachlich für Exuperantius, den dritten Stadtheiligen Zürichs – insgesamt 513 mundartpflegerische und literaturkundliche Artikel über Zürichdeutsch im Besondern, Schweizerdeutsch im Allgemeinen sowie über Dialektliteratur. 99 ausgewählte Wortgeschichten wurden 1975 in Buchform herausgegeben, versehen mit Zeichnungen des Guriner Graphikers Hans Tomamichel. Weitere Artikel publizierte er besonders in den Zeitschriften Heimatschutz und Schweizerdeutsch. Überdies gab Bächtold den Anstoss zu Zürichdeutschkursen für Ausländer, wofür er eigens einen Lehrgang entwarf. Auf der anlässlich der schweizerischen Landesausstellung Expo 64 herausgegebenen Schallplatte Schweizer Dialekte vertrat er das Zürichdeutsche, und im Auftrag des Zürcher Oberlehrerseminars übertrug er siebzehn Märchen der Brüder Grimm in Mundart, die er anschliessend auf Tonband sprach.
Ende 1972, im Alter von 85 Jahren, trat Bächtold von all seinen Ämtern im Vorstand des Bundes Schwyzertütsch, als Leiter von dessen Sprachstelle und als Bearbeiter der Mundartecke des Tages-Anzeigers zurück. Ein letztes Wirken für das Schweizerdeutsche war seine Mitarbeit bei der Erarbeitung der stark erweiterten dritten Auflage des Zürichdeutschen Wörterbuchs, die 1983 herauskam.

## Ehrungen
1976 erhielt Bächtold für sein vielseitiges Wirken vom Regierungsrat des Kantons Zürich eine Ehrengabe. Schon 1965 ernannte ihn die Gruppe Züri des Bundes Schwyzertütsch zu ihrem Ehrenmitglied.

## Publikationen (Auswahl)
- Eine schweizerische Literaturgeschichte. Diss. Univ. Zürich. Honer, Kreuzlingen 1915.
- (übernommen von Albert Weber:) Zürichdeutsches Wörterbuch. Schweizer Spiegel, Zürich 1961; 2., stark überarbeitete Aufl. ebd. 1968; 3., überarbeitete und stark erweiterte Aufl. Rohr, Zürich 1983 (Grammatiken und Wörterbücher des Schweizerdeutschen in allgemeinverständlicher Darstellung III), ISBN 3-85865-054-4.
- 99 × Züritüütsch. Wie me Züritüütsch tänkt, redt, schrybt, säit de Häxebränz. Rohr, Zürich 1975 (4. Aufl. 1982).